# Drapeau de la Mordovie
Le drapeau de la Mordovie (en russe : флаг Мордовии, flag Mordovii) est l’un des symboles de la Mordovie, l’une des républiques de Russie. Succédant au drapeau de la république socialiste soviétique autonome de Mordovie, il a été adopté en 1995 et modifié en 2008.

## Description

Version utilisée de 1995 à 2008

La loi de la république de Mordovie du 30 mars 1995 relative à son drapeau national le définit ainsi :

« Le drapeau national de la république de Mordovie se présente sous la forme d’un rectangle constitué de trois bandes horizontales qui sont respectivement, de haut en bas, de couleurs rubis (rouge foncé), blanche et bleu foncé.
Les bandes supérieure et inférieure ont la même taille. La largeur de chacune représente 1/4 de la largeur du drapeau.
Le rapport entre la longueur et la largeur du drapeau est 1:2.
Au milieu de la bande blanche se trouve une rosace à huit pointes, un symbole solaire couleur rubis (rouge foncé). »

Une loi du 20 mai 2008 modifie la loi précédente en changeant les proportions du drapeau (2:3) et précise que la rosace, dont la longueur et la largeur sont identiques, a une taille équivalente à 3/8 de la largeur du drapeau.